# Lalla Romano
Graziella Romano (n. 11 noiembrie 1906, Demonte, Piemont, Italia – d. 26 iunie 2001, Milano, Italia) a fost o scriitoare și poetă italiană, câștigătoarea Premiului Strega în 1999 pentru Le parole tra noi leggere.